# 法希纳尔齐尼奥
法希纳尔齐尼奥是巴西南大河州的一个市镇。总面积143.381平方公里，总人口2613人，人口密度18.2人/平方公里。